# Апельсин (плід)

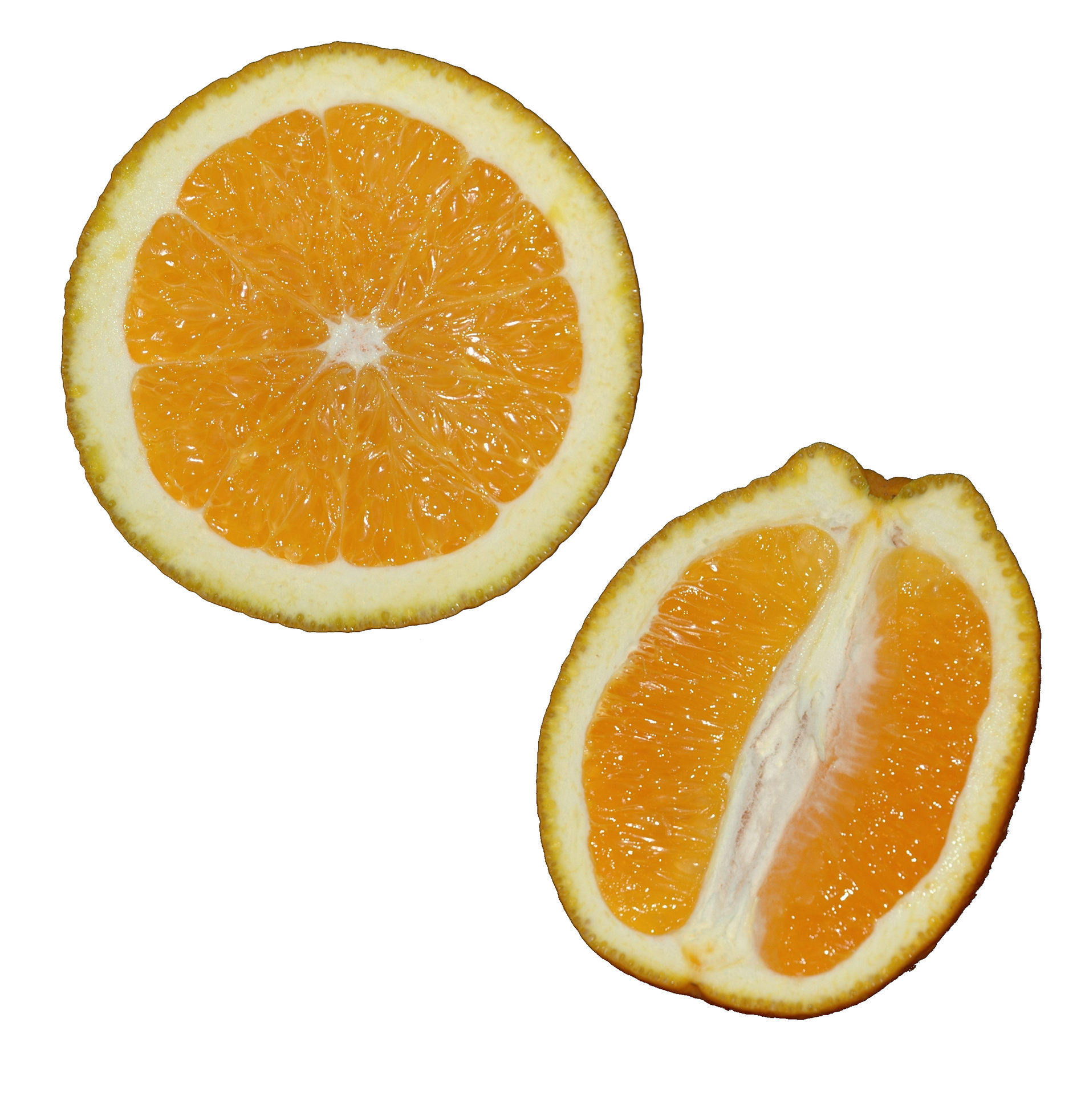
Розрізи плода апельсину

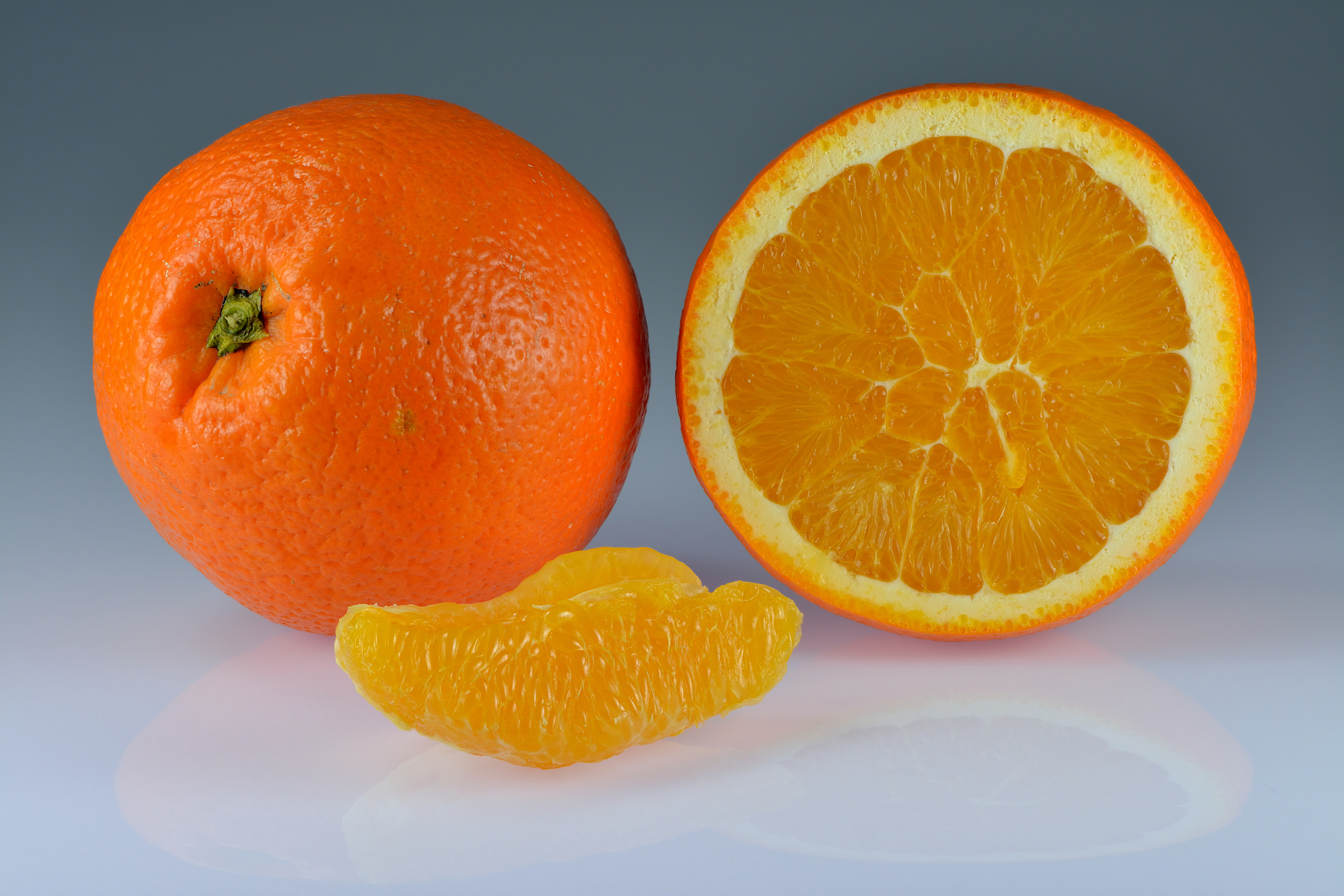

Апельсин — їстівний плід вічнозеленого дерева апельсин, гесперидій — багатогніздова ягода.
Буває різного розміру, форми і забарвлення шкірки (від світло-жовтої до червонувато-оранжевої). Розміри можуть досягати до 10 см у діаметрі, внутрішня частина складається з 9—13 часточок, які погано відокремлюються, м'якуш кисло-солодкий, з насінням або без. Маса апельсина, в залежності від сорту, становить від 100 до 500 г.

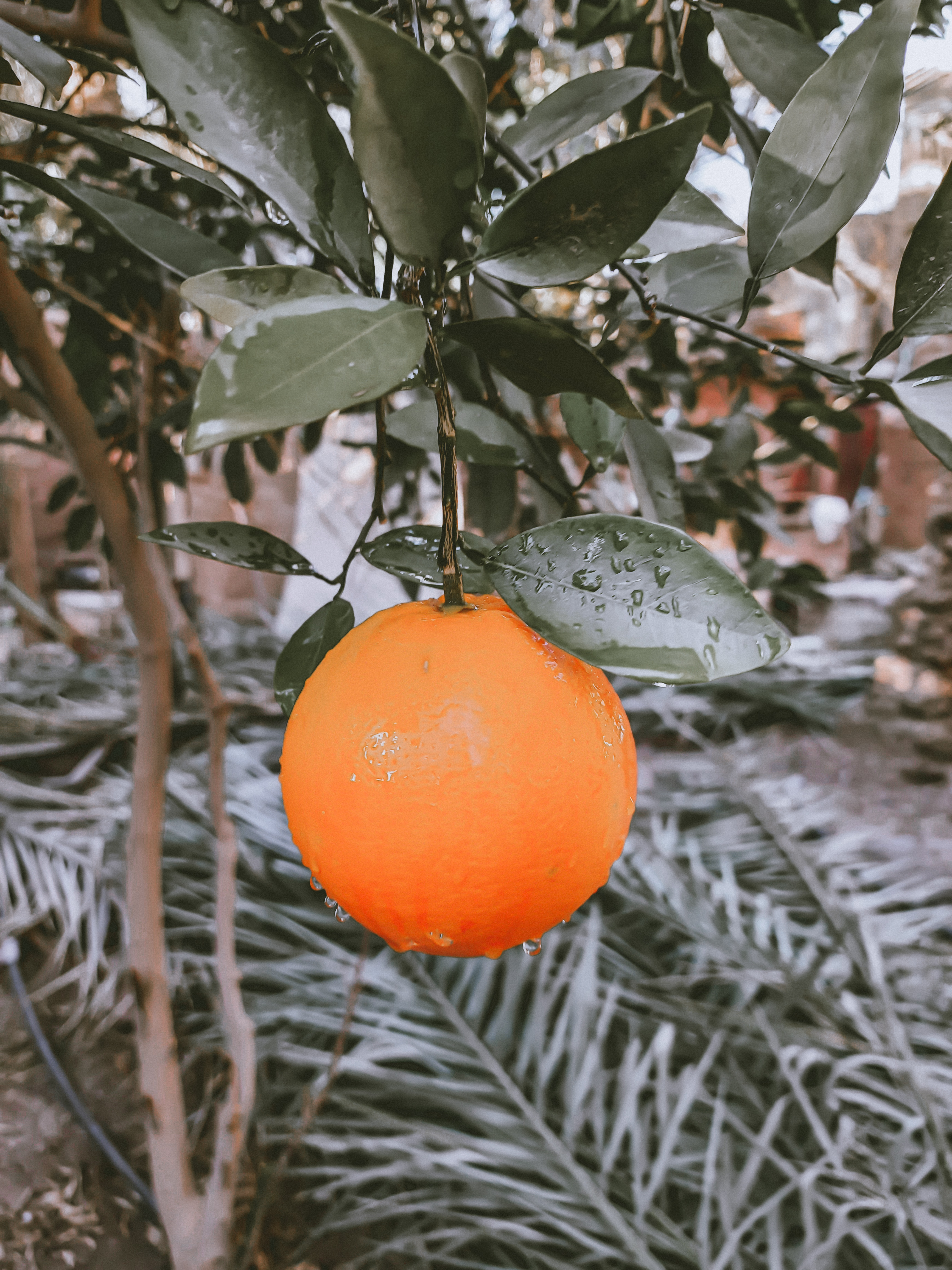
Апельсин

## Різновидності апельсинів
Апельсини бувають чотирьох видів: звичайні, пупкові, корольки, яффські.
Звичайні апельсини мають округлу форму, м'якоть має світле забарвлення з великою кількістю насіння, шкірка середньої товщини або жорстка тонка, що добре відділяється від м'якоті. Можуть бути малими (маса 100—120 г) або великими (300—480 г).
Пупкові апельсини мають кулясту або видовжену форму, на вершині є пупок — недорозвинений плід. Шкірка середньої товщини, яскраво-помаранчева, щільна. М'якоть дещо хрумка, має добре виражені смак і аромат. Маса 150—250 г.
Корольки, або червоно м'ясні апельсини на вигляд плескато-кулясті або кулясті. Шкірка середньої товщини М'якоть ніжна, забарвлена в червоний колір, має невелику кількість насіння. Маса плодів — 90—170 г.
Яффські апельсини — крупні плоди з товстою горбкуватою шкіркою, дуже солодкі і соковиті.

## Хімічний склад апельсина
Наведені усереднені значення (поживні речовини, вітаміни, мікроелементи) з розрахунку на 100 грамів продукту.
Харчова цінність апельсина:
- Калорійність — 47 кКал
- Вуглеводи — 10.3 гр
- Жири — 0.2 гр
- Білки — 0.9 гр
- Клітковина — 1.4 гр
- Пектинові речовини — 0.6 гр
- Органічні кислоти — 1.3 гр
- Зола — 0.5 гр

Вітаміни:
- А — 0.23 мг
- B1 — 0.87 мг
- В2 — 0.4 мг
- В6 — 0.1 мг
- C — 53.0 мг
- PP — 0.28 мг

Макроелементи / Мікроелементи:
- Калій — 181.0 мг
- Кальцій — 40.0 мг
- Магній — 10.0 мг
- Фосфор — 14.0 мг
- Залізо — 0.1 мг
- Мідь — 0,45 мг
- Цинк — 0.7 мг

Кислота, що є апельсинах, є переважно лимонною, 10-25 % від її загальної кількості — яблучна. У шкірці апельсинів є відносно значна (приблизно 0,1 %) кількість щавлевої кислоти.

## Світовий ринок апельсинів

### Виробництво
Світовий ринок апельсинів складає близько 50 млн. т на рік (дані 2012 рік). Третина цього об'єму припадає на Бразилію. Провідними виробниками також є США (15,3 %), Китай (14,1 %), країни ЄС (12,2 %). Великими виробниками є також Мексика (7,9 %), Єгипет (4,9 %), Туреччина (3,2 %), Південна Африка (3,0 %).
40 — 50 % зібраних у світі апельсинів використовують для переробки. Бразилія переробляє 10,6 млн. т апельсинів (63,9 % від обсягу їх власного виробництва); США — 5,55 млн. т. (73,1 %), країни ЄС — 1,15 млн. т. (19,1 %), Мексика — 0,898 млн. т. (23,0 %), Китай — 0,6 млн т. (8,6 %).

### Торгівля апельсинами
У світі експортується близько 4 млн т. апельсинів. Найбільше експортують Південна Африка (28,8 % від світового експорту), Єгипет (26,2 %), США (18,0 %), країни ЄС (9,2 %), Туреччина (6,5 %).
Провідні імпортери — країни ЄС (23,3 % від світового імпорту), Російська Федерація (14,6 %), Саудівська Аравія (9,5 %), Гонконг (6,4), Канада (5,8 %), Об'єднанні Арабські Емірати (5,5 %), Південна Корея (4,5 %), Україна (3,8 %).

### Торгівля апельсиновим соком
Середні обсяги світового виробництва апельсинового соку становлять дещо більше 2 млн т. Найбільшими виробниками є Бразилія — більше половини світового виробництва та США — майже третина. Мексика виробляє 4,7 %, країни ЄС — 4,69 %, Китай — 2,4 %, Південна Африка — 1,3 %.
На експорт направляється близько 1,5 млн т. Бразилія експортує 80 % від світового обсягу його експорту. Друге місце посідає США — 8,1 %, третє — Мексика — 5,5 %, четверте — ЄС — 3,4 %, п'яте — Південна Африка — 1,2 %.
Країни ЄС імпортують більш ніж половину від світового імпорту апельсинового соку, США — 21,4 %, Канада — 7,4 %, Японія — 5,6 %, Китай — 4,1 %

## Використання

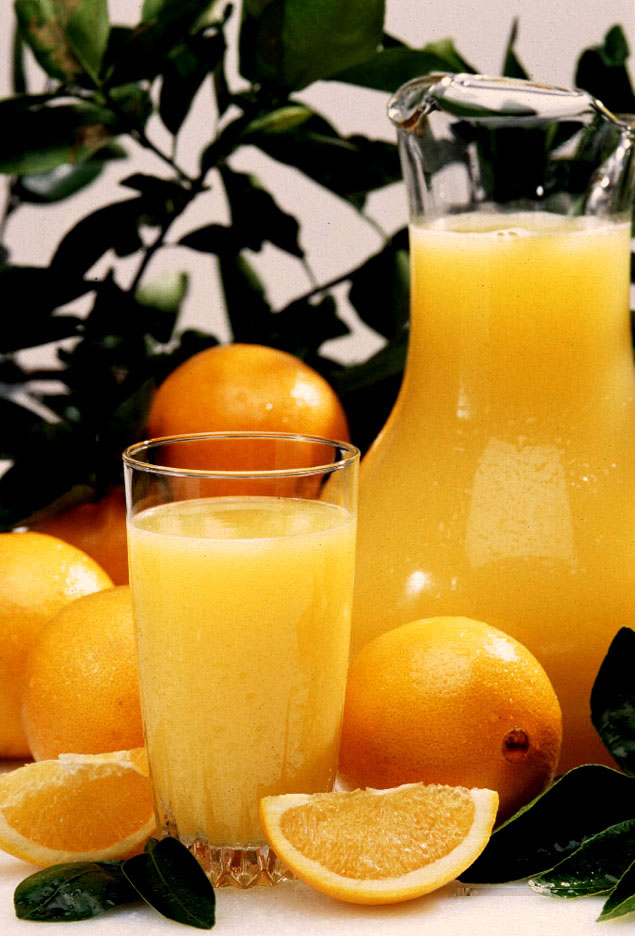
Апельсиновий сік

Апельсини їдять самостійно або додають до різноманітних страв і напоїв. Їх переробляють у вигляді соку, джемів, варення, цукатів).
Один апельсин містить таку дозу вітаміну C, що його споживання забезпечує денну норму цього вітаміну для людини.
М'якоть апельсина або його сік, у свіжому або консервованому виді, збуджують апетит і сприяють поліпшенню травлення, стимулюють виділення жовчі. Апельсин корисний при авітамінозі, він сприяє зміцненню імунної системи і покращує обмінні процеси. Рекомендується вживання апельсинів при гіпертонії, атеросклерозі, ожирінні.
Зі шкірки, що має до 2 % олії, виготовляють апельсинову ефірну олію, яку використовують у парфумерії та кондитерській промисловості.

## Цікаві факти
При виробництві апельсинового соку половина сировини йде у відходи. Тому розглядають проєкти з їх перероблення на біопаливо.